# No Time for Romance
No Time for Romance is een Amerikaanse muzikale film uit 1948. Het is de eerste film met een volledige Afro-Amerikaanse cast die in kleur werd opgenomen. De distributie van deze race-movie was matig, de film heeft het dan ook niet lang in de theaters volgehouden.

## Verhaal
Zangeres Cinda Drake (Eunice Wilson) hoort bandleider Ted Wayne (Austin McCoy) een mooi nummer spelen en brengt haar agent hiervan op de hoogte, die meteen in actie komt. Hun loopbanen nemen een vlucht, maar een jaloerse bandleider heeft het nu op hen voorzien.